# Kenosha County
Das Kenosha County ist ein County im US-amerikanischen Bundesstaat Wisconsin. Im Jahr 2020 hatte das County 169.151 Einwohner und eine Bevölkerungsdichte von 239,3 Einwohnern pro Quadratkilometer. Der Verwaltungssitz (County Seat) ist Kenosha.
Das County wird seit 2023 vom Office of Management and Budget zu statistischen Zwecken als eigenständige Kenosha, WI Metropolitan Statistical Area geführt, nachdem es zuvor noch Bestandteil der Metropolregion Chicago war.

## Geografie
Das County liegt im äußersten Südosten Wisconsins zwischen den Großstädten Chicago und Milwaukee. Es grenzt im Osten an den Michigansee und im Süden an Illinois. Das County hat eine Fläche von 1954 Quadratkilometern, wovon 1247 Quadratkilometer Wasserfläche sind. An das Kenosha County grenzen folgende Nachbarcountys:
|                            | Racine County          |  |
| Walworth County            |                        |  |
| Mc Henry County (Illinois) | Lake County (Illinois) |  |

## Geschichte
Das Kenosha County wurde 1850 aus Teilen des Racine County gebildet. Benannt wurde es, ebenso wie die Bezirkshauptstadt, nach einem indianischen Ausdruck.

## Bevölkerung
Nach der Volkszählung im Jahr 2010 lebten im Kenosha County 166.426 Menschen in 62.301 Haushalten. Die Bevölkerungsdichte betrug 235,4 Einwohner pro Quadratkilometer. In den 62.301 Haushalten lebten statistisch je 2,6 Personen.
Ethnisch betrachtet setzte sich die Bevölkerung zusammen aus 88,1 Prozent Weißen, 7,1 Prozent Afroamerikanern, 0,7 Prozent amerikanischen Ureinwohnern, 1,6 Prozent Asiaten, 0,1 Prozent Polynesiern sowie aus anderen ethnischen Gruppen; 2,4 Prozent stammten von zwei oder mehr Ethnien ab. Unabhängig von der ethnischen Zugehörigkeit waren 12,2 Prozent der Bevölkerung spanischer oder lateinamerikanischer Abstammung.
25,0 Prozent der Bevölkerung waren unter 18 Jahre alt, 63,2 Prozent waren zwischen 18 und 64 und 11,8 Prozent waren 65 Jahre oder älter. 50,5 Prozent der Bevölkerung war weiblich.

Das jährliche Durchschnittseinkommen eines Haushalts lag bei 55.117 USD. Das Pro-Kopf-Einkommen betrug 27.012 USD. 12,2 Prozent der Einwohner lebten unterhalb der Armutsgrenze.

## Ortschaften im Kenosha County
City
- Kenosha

Villages
| - Bristol - Genoa City1 - Paddock Lake | - Pleasant Prairie - Silver Lake - Twin Lakes |

Census-designated places (CDP)
- Camp Lake
- Lily Lake
- Powers Lake
- Wilmot

Andere Unincorporated Communities
| - Bassett - Benet Lake - Brighton - Central Park - Chapin - Fox River | - Kellogg’s Corners - Klondike - Liberty Corners - New Munster - Paris - Salem | - Salem Oaks - Slades Corners - Somers - Trevor - Voltz Lake |

1 – teilweise im Walworth County

## Gliederung
Das Kenosha County ist neben der einen City und den sechs Villages in sieben Towns eingeteilt:
| Town              | Einwohner (2010) | FIPS     |
| ----------------- | ---------------- | -------- |
| Town of Brighton  | 1456             | 55-09635 |
| Town of Bristol   | 2330             | 55-09825 |
| Town of Paris     | 1504             | 55-61175 |
| Town of Randall   | 3180             | 55-66125 |
| Town of Salem     | 12.067           | 55-71125 |
| Town of Somers    | 9597             | 55-74650 |
| Town of Wheatland | 3373             | 55-86500 |